# Ján Mazák
Ján Mazák (ur. 12 czerwca 1954) – słowacki prawnik, doktor nauk prawnych, sędzia zawodowy, adwokat, słowacki wiceminister sprawiedliwości, prezes słowackiego Trybunału Konstytucyjnego (2000–2006) oraz Rzecznik Generalny Trybunału Sprawiedliwości Wspólnot Europejskich (2006–2012).

## Życiorys
Ukończył gimnazjum w Koszycach (1969–1973), absolwent prawa na Wydziale Prawa Uniwersytetu P.J. Šafárika w Koszycach (1973–1978). Doktor nauk prawnych Uniwersytetu P.J. Šafárika od 1978, profesor prawa cywilnego od 1994 i prawa wspólnotowego od 2004. Dyrektor Instytutu Prawa Wspólnotowego na Wydziale Prawa Uniwersytetu P.J. Šafárika od 2004.
Sędzia w Sądzie Rejonowym w Koszycach od 1980. Zastępca prezesa (1982) i prezes (1990) tego sądu. Sędzia Sądu Miejskiego w Koszycach.
Adwokat od 1991. Radca prawny słowackiego Trybunału Konstytucyjnego w latach 1993–1998. Wiceminister sprawiedliwości od 1998 do 2000. Prezes Trybunału Konstytucyjnego w latach 2000–2006.
Członek Komisji Weneckiej (2004). Rzecznik Generalny Trybunału Sprawiedliwości od dnia 7 października 2006